# Aeroportul Chignik
Aeroportul Chignik (IATA: KCG, ICAO: PAJC, FAA LID: AJC) este un aeroport din Lake and Peninsula Borough, Alaska, Statele Unite ale Americii ce deservește zona Chignik⁠(d). Aeroportul a fost tranzitat în 2019 de 1.216 pasageri. A fost numit după zona deservită.
Situat la o altitudine de 5 m, aeroportul dispune de 1 pistă. Este operat de Alaska Department of Transportation & Public Facilities⁠(d).

## Infrastructură

### Piste
Aeroportul dispune de o singură pistă. Pista 02/20 are suprafața de pietriș și dimensiunile 2.600 picioare × 60 picioare. 